# Armuña
Armuña er en by og kommune i det centrale Spanien i provinsen Segovia. Den har et indbyggertal på 241 (2024) indbyggere.